# سیارک ۱۶۱۰۵
سیارک ۱۶۱۰۵ (به انگلیسی: 16105 Marksaunders، نامگذاری:1999VL211) شانزده هزار و صد و پنجمین سیارک کشف شده‌است که در ۱۴ نوامبر ۱۹۹۹ کشف شد.
قدر مطلق سیارک برابر ۲۹.۵ است.